# 8 zampe di guai
8 zampe di guai (Hercule & Sherlock) è un film del 1996 diretto da Jeannot Szwarc.
La pellicola vede protagonisti Christopher Lambert, Richard Anconina e Philippine Leroy-Beaulieu e due cani, Sherlock e Hercules.

## Trama
Con un traffico di banconote false smembrato e il boss che lo gestiva è in prigione, due piccoli criminali, Bruno e Vincent, addestrano due cani per fiutare il denaro falso.